# SsangYong Korando
SsangYong Korando este un SUV crossover compact comercializat de producătorul de automobile sud-coreean SsangYong din 1983 până în 2006 și din 2010 încolo.
În 2019, SsangYong a prezentat a patra generație Korando la Salonul Auto de la Geneva.